# Expo 98
Die Expo 98 war eine vom Bureau International des Expositions anerkannte Weltausstellung, die vom 22. Mai bis zum 30. September 1998 in Lissabon (Portugal) stattfand. Die Weltausstellung, die erste in Portugal und die vierte (1888 Barcelona, 1929 Barcelona, 1992 Sevilla) auf der Iberischen Halbinsel, stand unter dem Motto Os oceanos: um património para o futuro, zu Deutsch „Die Ozeane: Ein Erbe für die Zukunft“. Heute wird das populäre Ausstellungsgelände unter dem Namen Parque das Nações vermarktet.

## Vorgeschichte

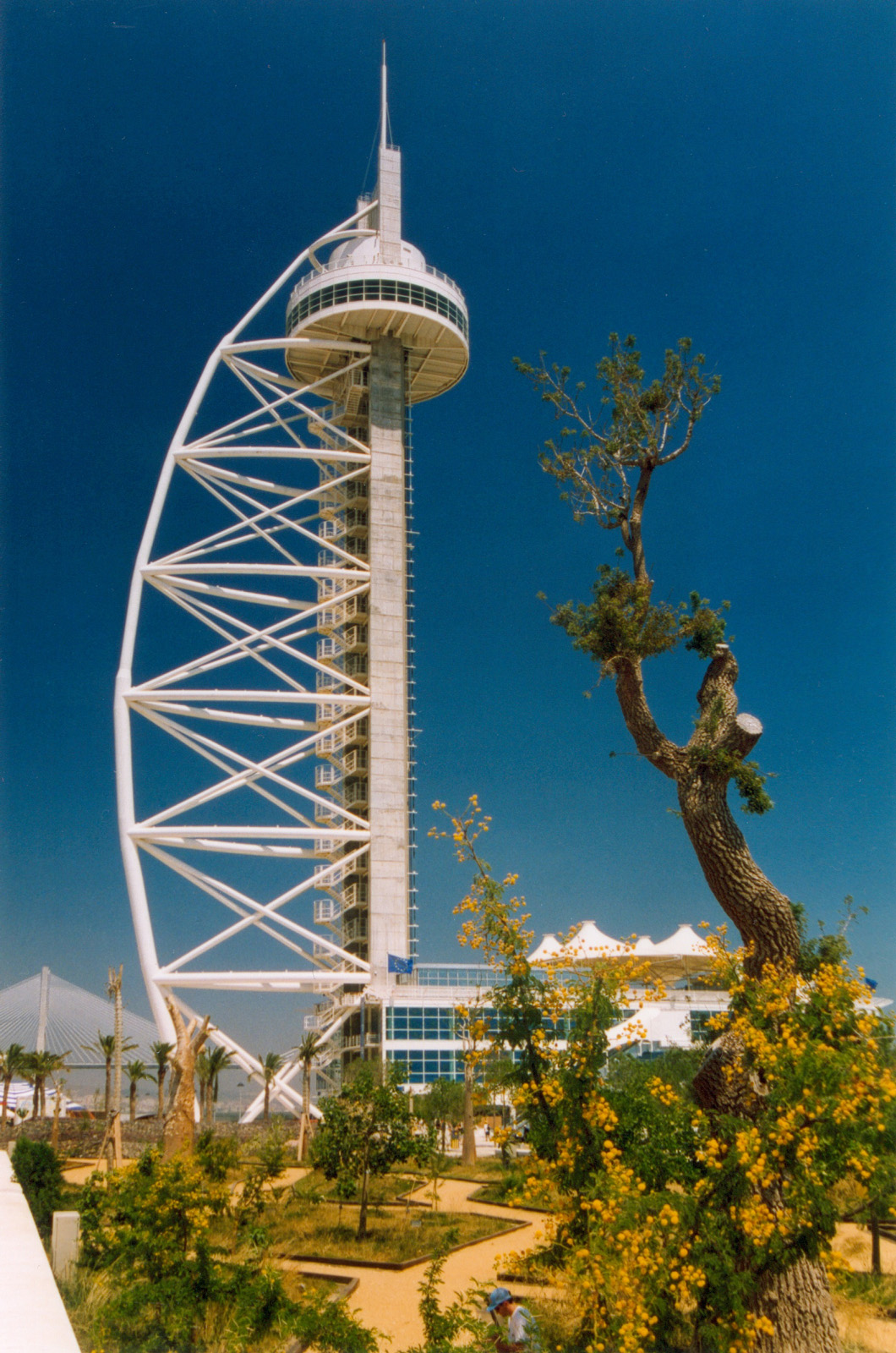
Torre Vasco da Gama

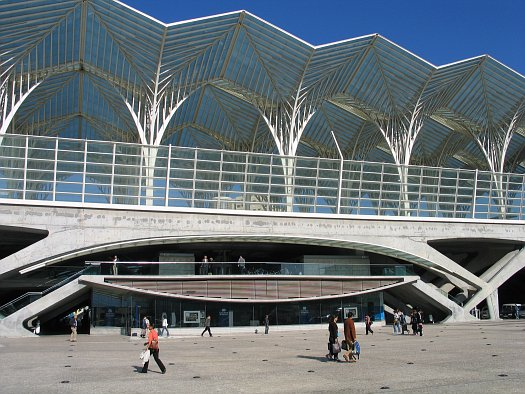
Der Bahnhof Oriente, entworfen von Santiago Calatrava

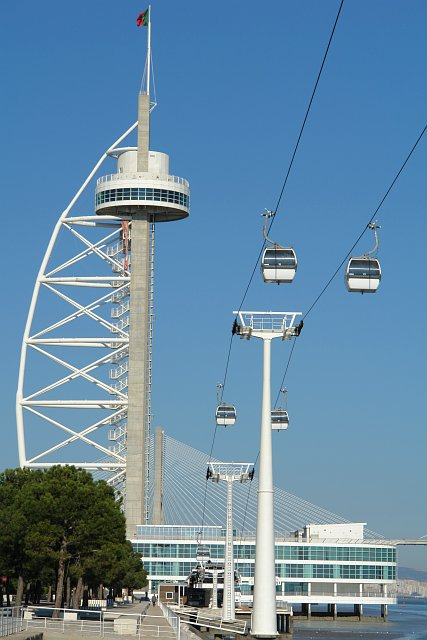
Seilbahn vor dem Turm und der Vasco-da-Gama-Brücke

Die Idee für eine Weltausstellung in Portugal geht auf den Journalisten António Mega Ferreira und den Politiker Vasco Graça Moura zurück. Beide standen der Kommission für die Gedenkfeiern zum 500-jährigen Jubiläum portugiesischer Entdeckungen vor.
Nachdem die damalige Regierung unter Cavaco Silva ihre Zustimmung signalisiert hatte, arbeitete Mega Ferreira den Projektplan für die Bewerbung Lissabons beim Vergabekomitee des Bureau International des Expositions aus, Außenminister João de Deus Pinheiro stellt das Projekt am 9. März 1990 vor. Letztendlich gewann die portugiesische Hauptstadt 1994 gegen das kanadische Toronto, das sich ebenfalls beworben hatte.
Daraufhin gründete sich die staatliche Firma Parque Expo SA, die für die komplette Organisation der Weltausstellung verantwortlich war. Von Regierungsseite war das Projekt zunächst vom sozialdemokratischen Politiker António Cardoso e Cunha betreut. Nachdem die Sozialisten bei der Parlamentswahl 1995 gewonnen hatten, wurde dieser durch den sozialistischen José de Melo Torres Campos ersetzt. 
Für den Ort der neuen Weltausstellung wählte die portugiesische Regierung den westlichsten Punkt im Stadtteil Olivais. Das 50 Hektar große alte Hafengelände mit dem Namen Doca dos Olivais war eine abgewirtschaftete, heruntergekommene Industriebrache, die sich aus stadtentwicklungstechnischen Gründen für eine derartige Weltausstellung eignete.
Die portugiesische Regierung legte nach den Erfahrungen bei der Weltausstellung 1992 in Sevilla besonderen Wert darauf, dass alle Bauten und Anlagen auch nach der Ausstellung genutzt werden können, um das Areal nicht wieder verwahrlosen zu lassen. Jedes Gebäude war deshalb bereits im Voraus für die Nachnutzung verkauft.
Gleichzeitig begann die Ausschreibung großer öffentlicher Infrastrukturprojekte, darunter der Bau der 17,2 Kilometer langen Vasco-da-Gama-Brücke über den Tejo, der neue Fernbahnhof Gare do Oriente sowie eine neue Metrolinie (Linha Vermelha), die das Ausstellungsgelände vom Bahnhof Gare do Oriente über sieben Haltestellen mit der Innenstadt verbinden sollte.
Die Wiederherstellung und Urbanisierung des Geländes kostete insgesamt 151,7 Milliarden Escudos, die inhärenten Kosten betrugen 128,6 Milliarden Escudos, die Investitionen in das Verkehrsnetz beliefen sich auf 8,4 Milliarden Escudos sowie in weitere städtebauliche Projekte auf 38,3 Milliarden Escudos.

## Weltausstellung
Die Weltausstellung wurde am 22. Mai 1998 eröffnet, insgesamt nahmen 143 Länder und 14 internationale Organisationen teil. Neben den Ausstellungspavillons gab es zusätzlich 5000 verschiedene Shows auf insgesamt 14 verschiedenen Bühnen. 
Während der 132 Öffnungstage besuchten 10,12 Millionen Menschen die Weltausstellung.

### Torre Vasco da Gama
Als ein markantes Wahrzeichen der Expo 98 entstand der 145 Meter hohe Aussichtsturm Torre Vasco da Gama am nördlichen Ende des Expo-Areals. Der Turm soll als Denkmal an den Seefahrer Vasco da Gama erinnern: die Stahlkonstruktion stellt das Segel einer Karavelle dar, der Turmkörper (mit dem Aussichtrestaurant) analog zum Segel den Mast (mit Aussichtsplattform). Eine Seilbahn führt am Flussufer des Tejo bis zum Turm.

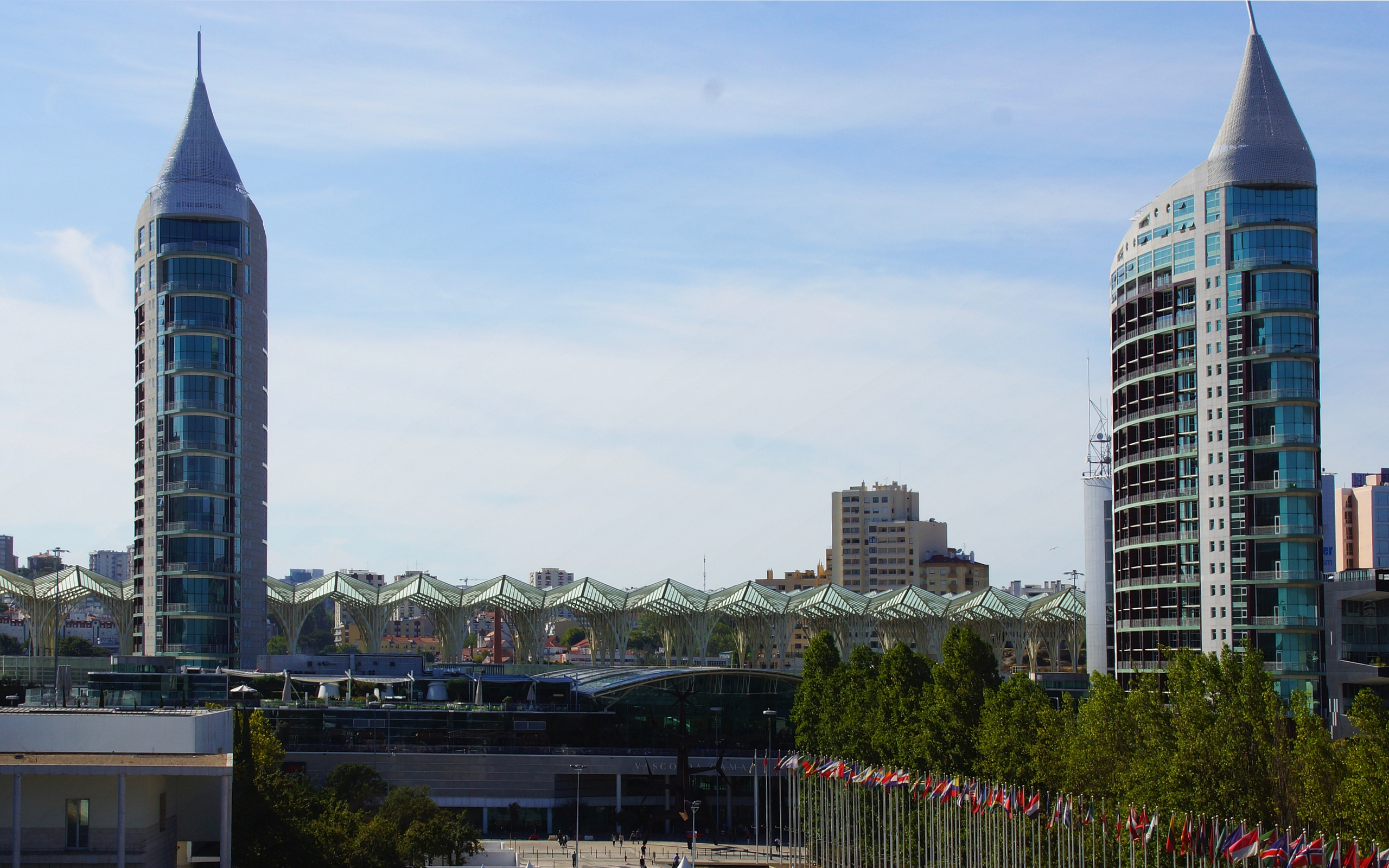
Torres São Rafael und São Gabriel vor dem Gare Estação do Oriente (Areal Expo '98 und Parque das Nações)

### Torres de São Gabriel e São Rafael
Ein weiteres Wahrzeichen und zugleich ein weithin sichtbarer Komplex zur Orientierung stellt das Ensemble der Torres de São Gabriel e São Rafael direkt neben dem Zentrum des Expo-Geländes dar. Sie wurden zur Weltausstellung nach Entwurf der Architekten Tiago Abecassis, João Almeida und Júlio Appleton errichtet. Die beiden Türme besitzen die gleiche Architektur und werden daher auch Zwillingstürme genannt. Sie weisen jeweils eine Höhe von 110 m Höhe auf und gehören damit zu den höchsten Wohn- und Geschäftshäusern von Lissabon.

### Pavillons
Neben den einzelnen Länder- und Organisationspavillons gab es auf dem Expo-Gelände dreizehn weitere Pavillons, neun thematische und vier regionale.
Die thematischen Pavillons waren Pavilhão do Futuro (Zukunftspavillon), Pavilhão da Realidade Virtual (Pavillon der virtuellen Realität), Pavilhão da Utopia (Utopie-Pavillon), Pavilhão de Portugal (Portugal-Pavillon), Pavilhão do Conhecimento (Wissenspavillon), Pavilhão dos Oceanos (Ozean-Pavillon), Pavilhão do Território (Gelände-Pavillon), Pavilhão da Água (Wasser-Pavillon) sowie die Exibição Náutica (Nautische Ausstellung). 
Die vier regionalen Pavillons stellten die portugiesischen Inselgruppe der Azoren (Pavilhão dos Açores) und Madeira (Pavilhão da Madeira) sowie die ehemaligen portugiesischen Kolonien Guinea-Bissau (Pavilhão da Guiné-Bissau) und Macau (Pavilhão de Macau) dar.

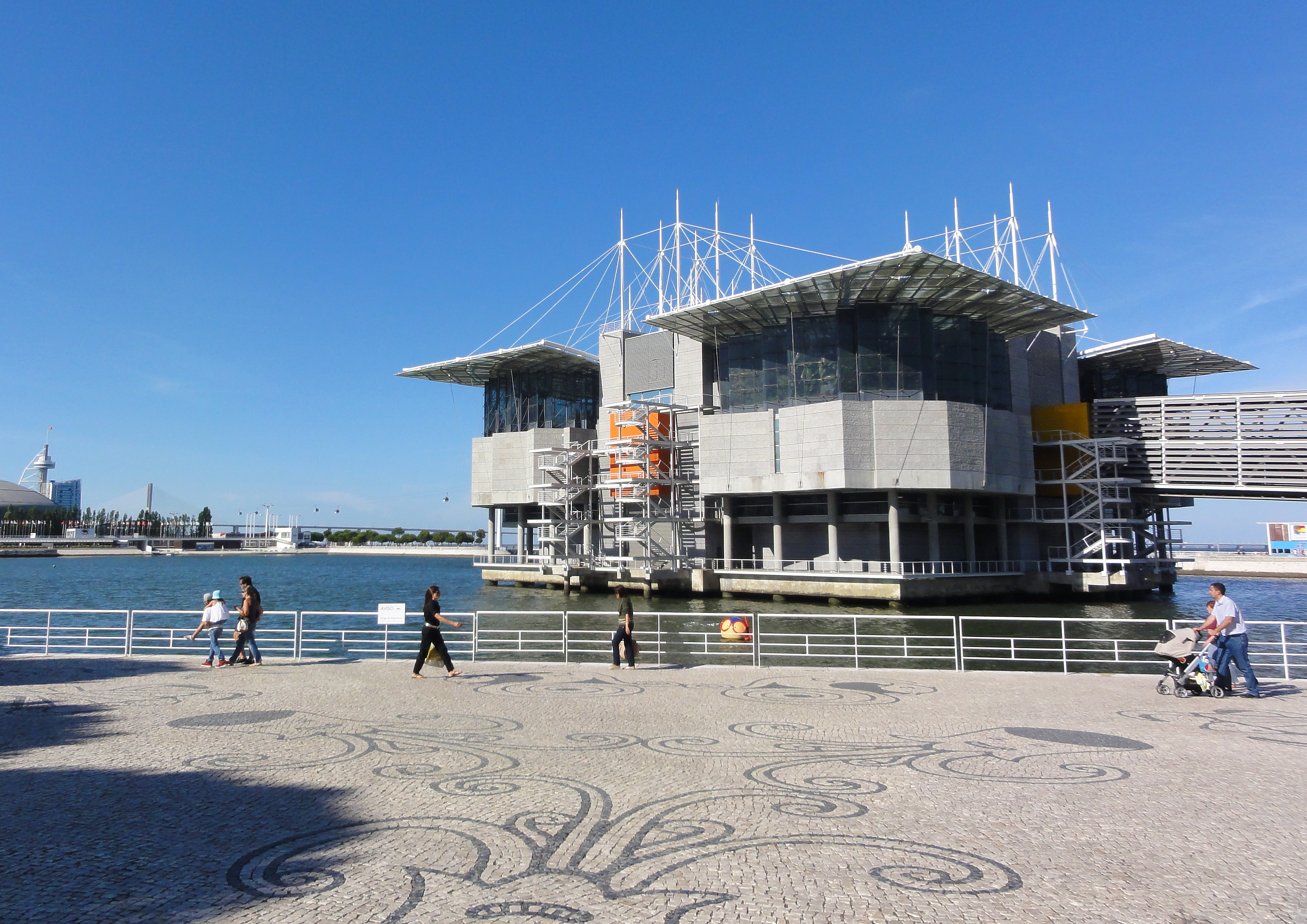
Pavilhão dos Oceanos, heute Ozeanarium
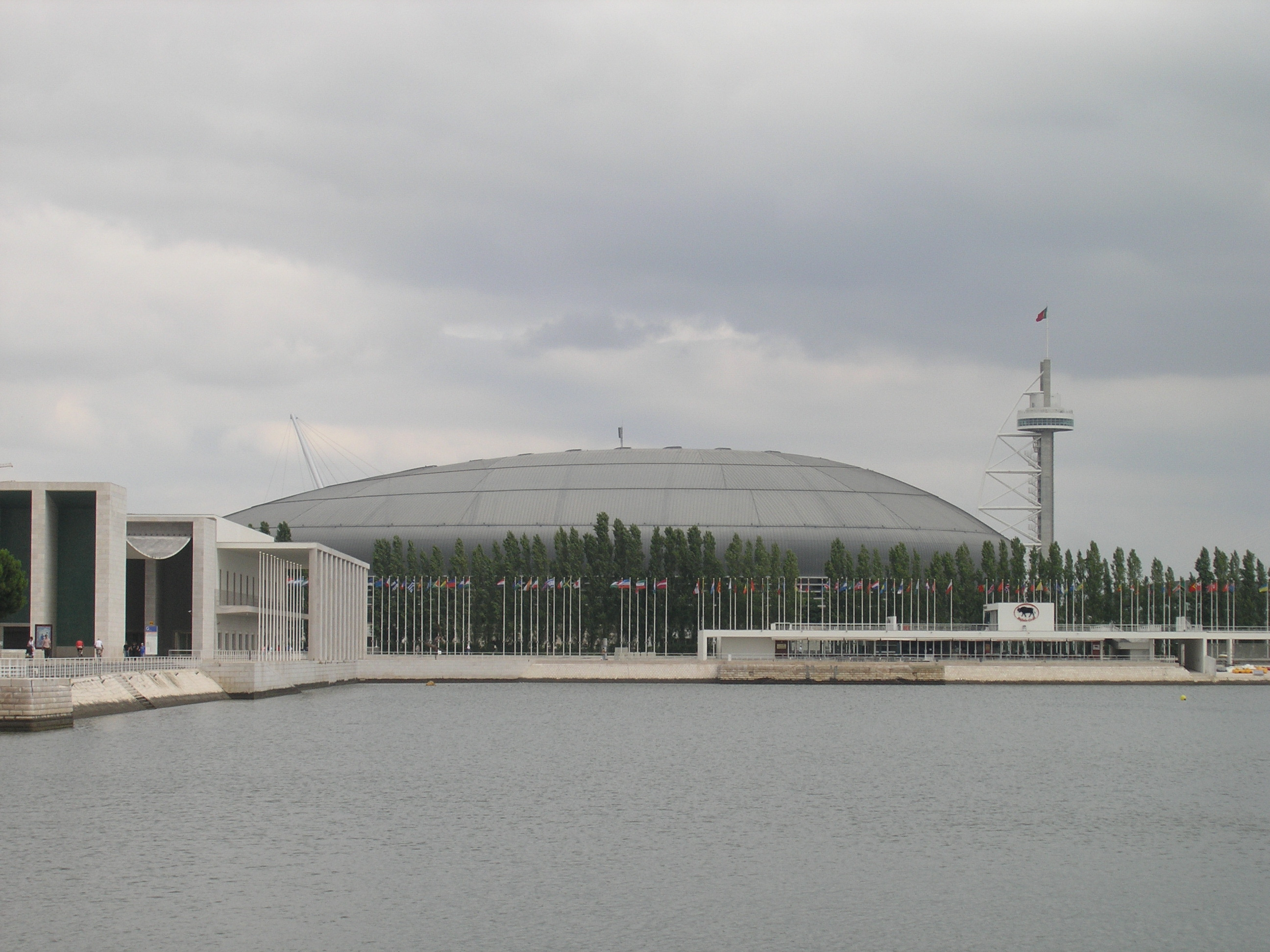
Pavilhão Atlântico
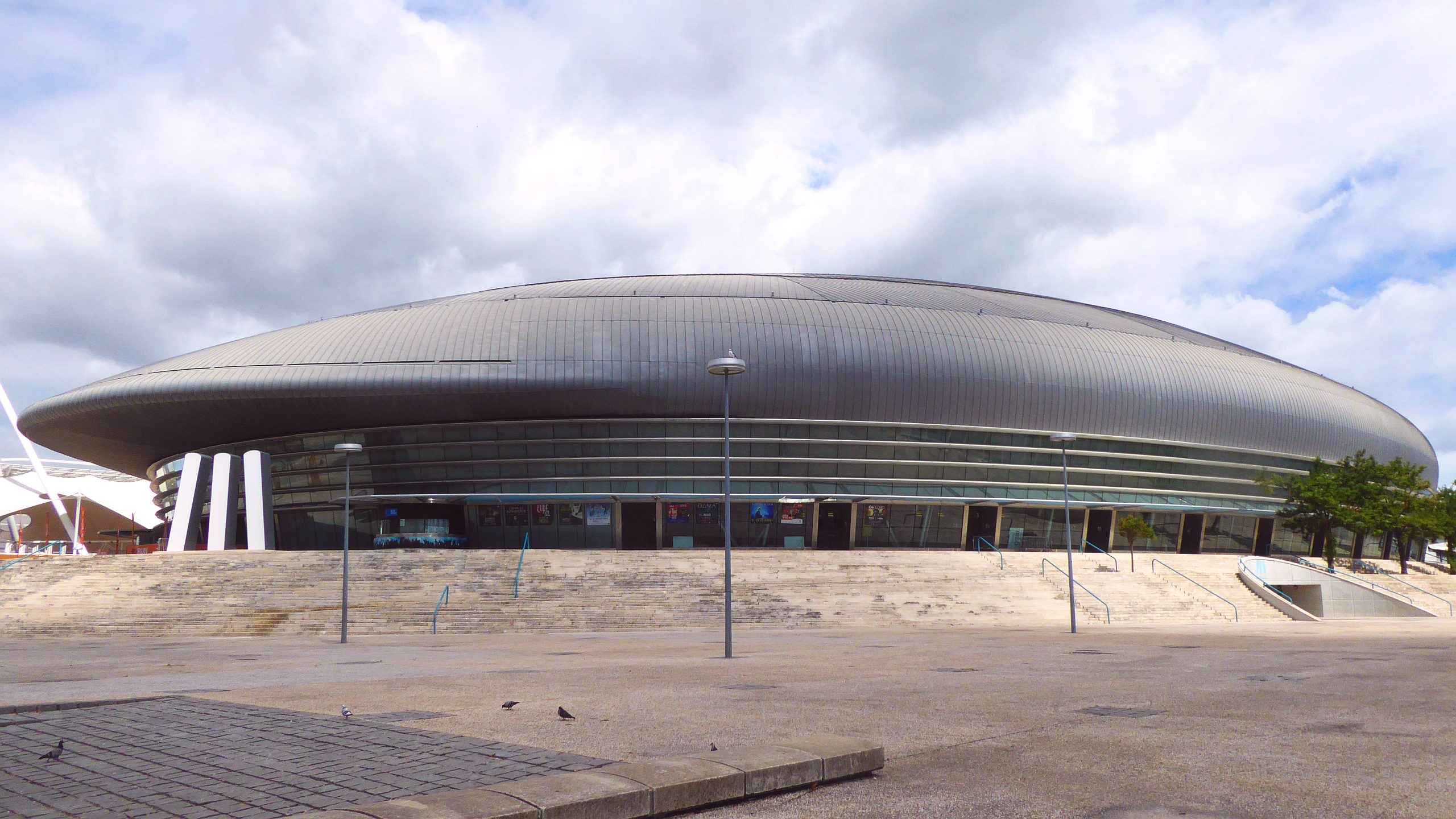
Pavilhão Atlântico im Parque das Nações, heute Veranstaltungs- und Konferenzhalle
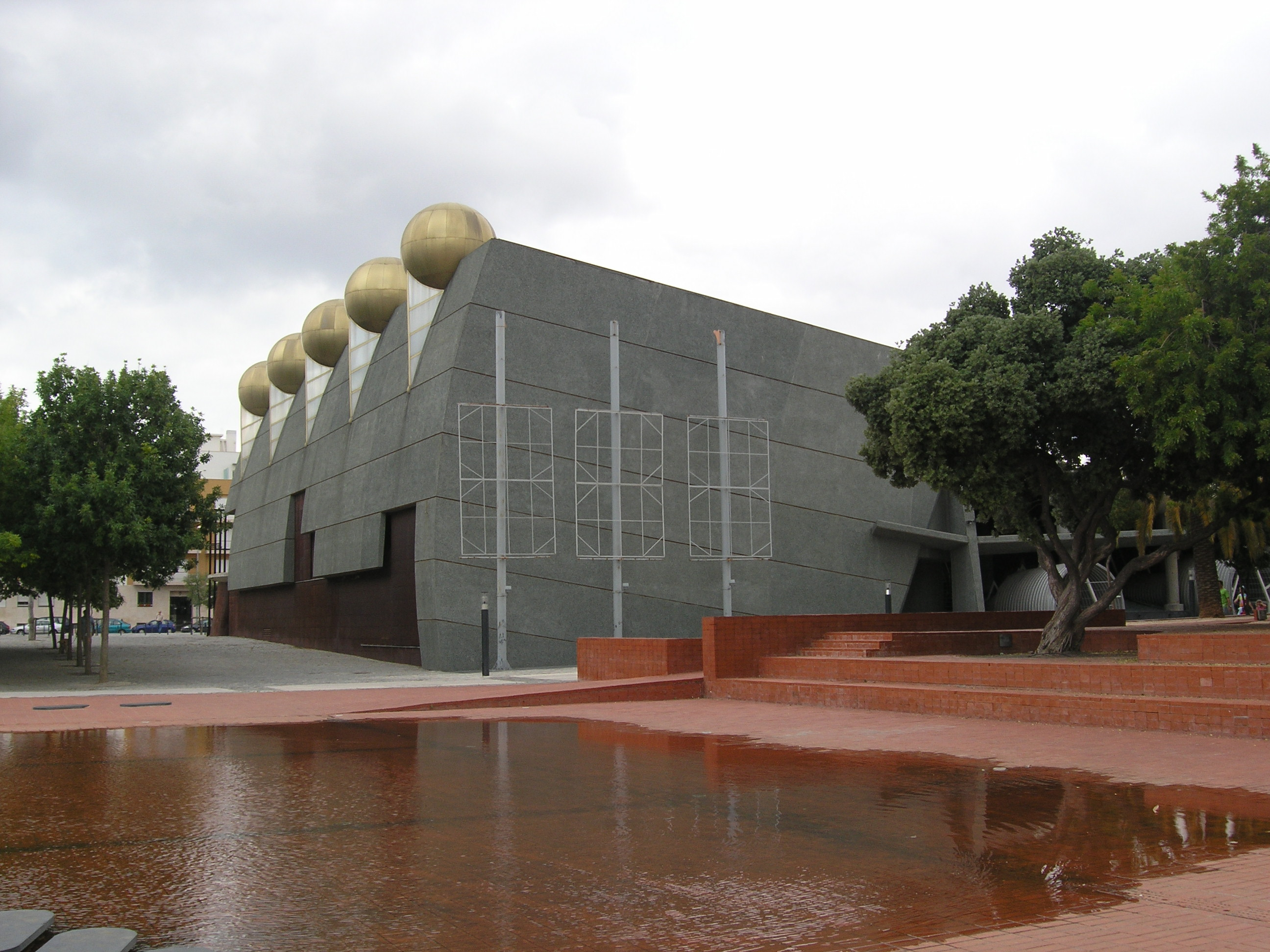
Pavilhão da Realidade Virtual
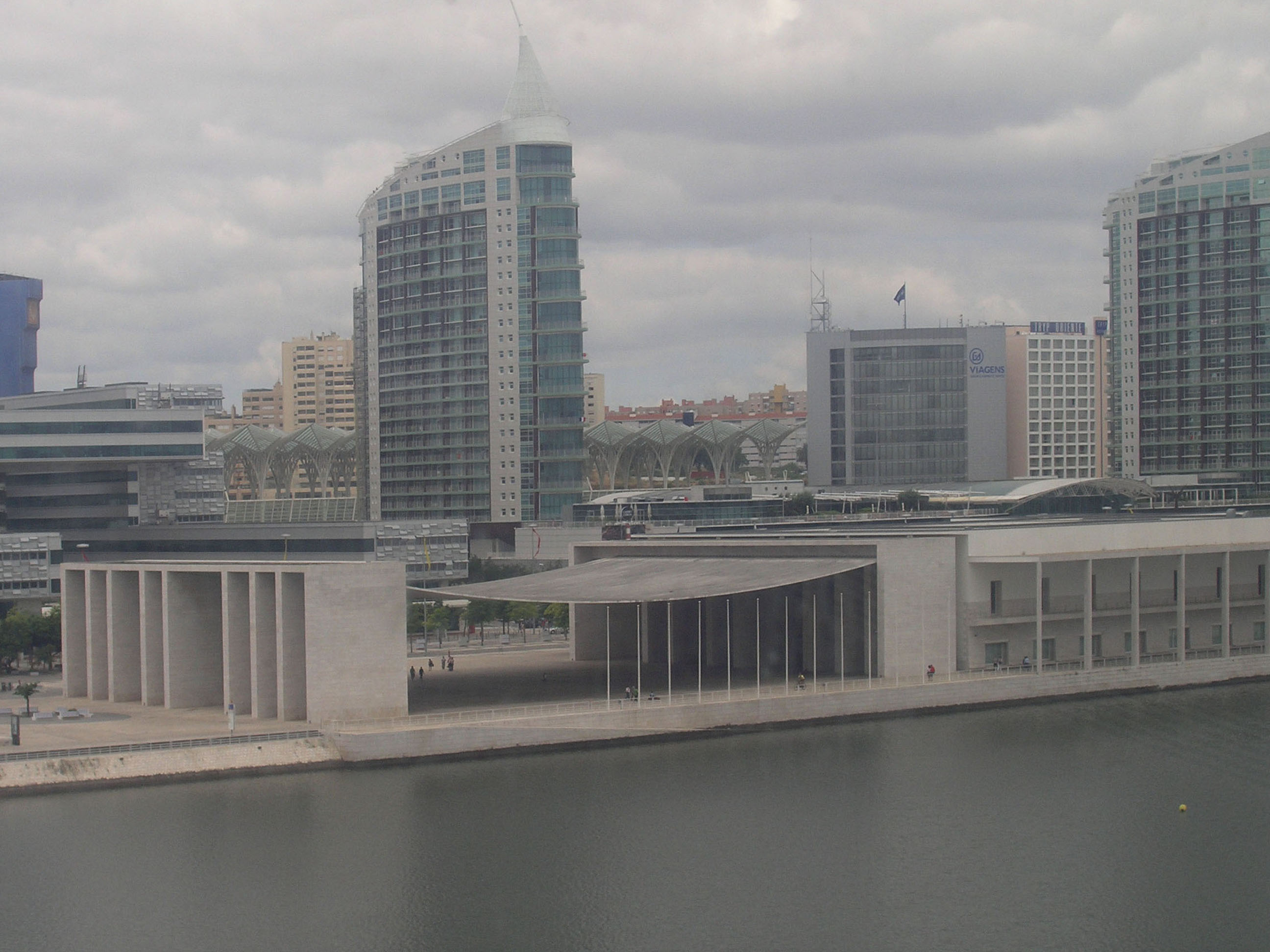
Portugiesischer Pavillon

### Eintrittskarten

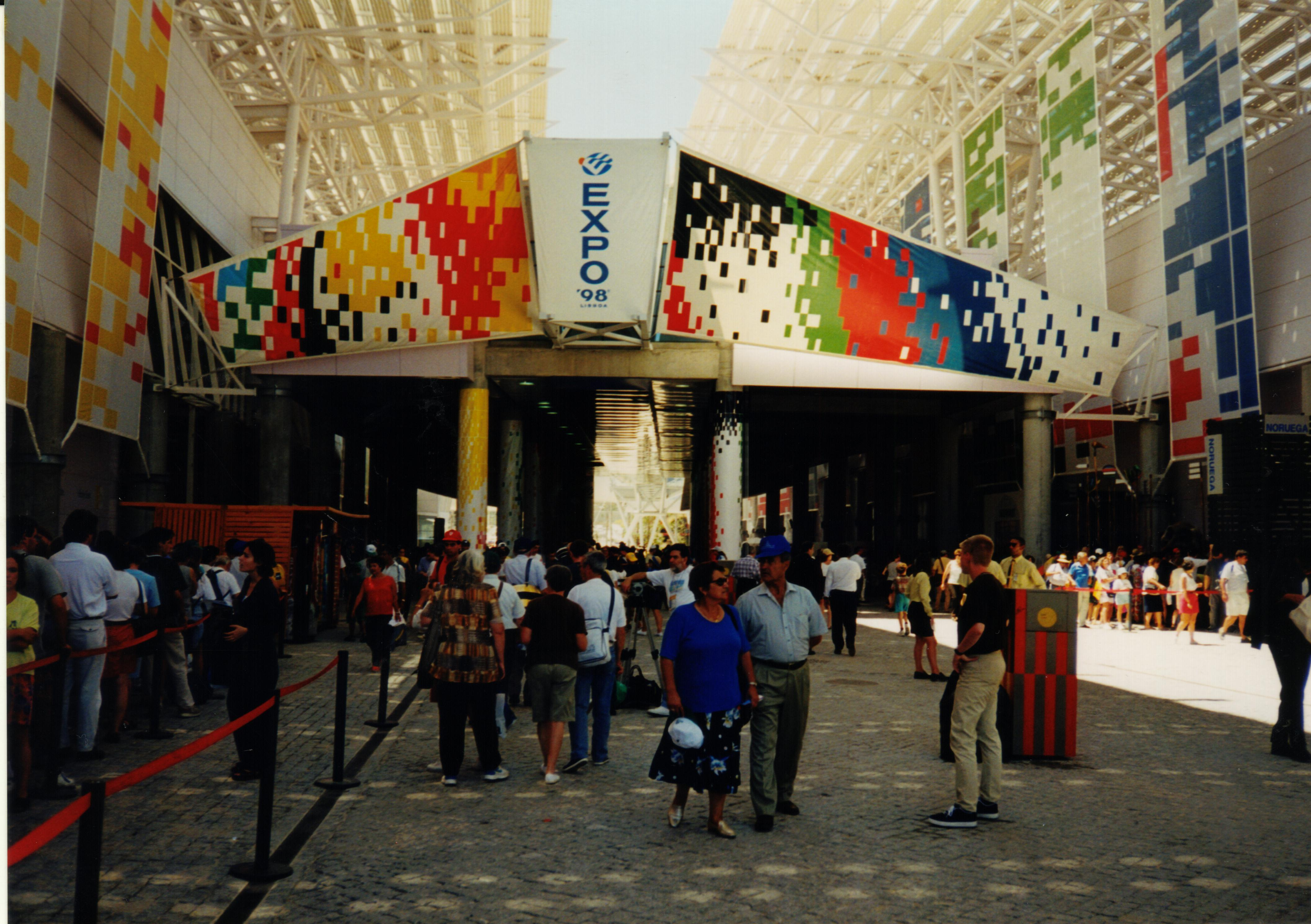
Haupteingang zur Expo 98

Für den Zutritt zum Expo-Gelände gab es verschiedene Typen von Eintrittskarten. Neben der Tageskarte (5.000 $00 Escudos, etwa 25 Euro) und einer Abendkarte (2500 $00 Escudos, etwa 12,50 Euro) waren auch Drei-Tageskarten (12.500 $00 Escudos, etwa 62,35 Euro) und Drei-Monatskarten (50.000 $00 Escudos, etwa 250 Euro) erhältlich. 
Die Schweizer Uhrenfirma Swatch lancierte einige Monate vor der Ausstellung das Uhrenmodell Adamastor, das einen Chip erhielt, der als Tageskarte genutzt werden konnte. Für den Zutritt reichte es, die Uhr beim Eintritt an die Eingangssperren zu halten.

### Musik, Logo und Maskottchen

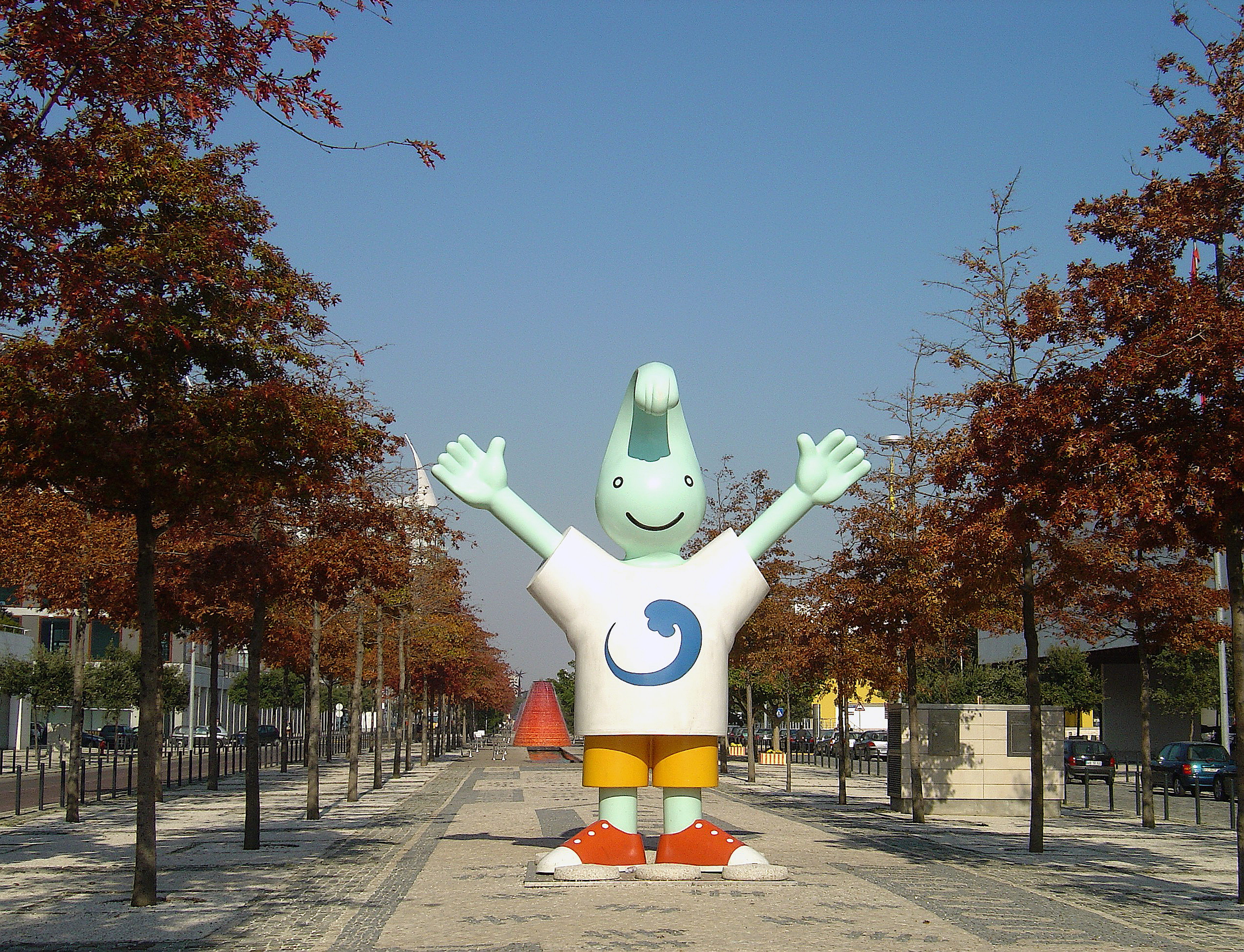
Das Maskottchen der Expo 98, Gil

Die passende Musik zur Weltausstellung komponierte der Musiker Nuno Rebelo im Jahr 1996. Sein Stück Pangea, benannt nach dem gleichnamigen Urkontinent, stellte eine Mischung verschiedenster Musikstile dar, die angeblich aus allen Ecken der Erde kommen sollten. 
Das Logo der Expo 98 entwarf der zuständige Marketingchef der Expo, Augusto Tavares Dias. Es zeigt eine Meereswelle und eine Sonne sowie darunter den Schriftzug EXPO '98. 
Das Maskottchen für die Expo entwickelten der Maler António Modesto und der Bildhauer Artur Moreira. Der Vorschlag des Schülers José Luis Coelho konnte sich bei dem landesweiten an Schulen ausgeschriebenen Maskottchenwettbewerb gegen 309 andere Vorschläge durchsetzen und erhielt letztendlich als Hommage an den portugiesischen Seefahrer Gil Eanes den Namen Gil.

### Teilnehmende Länder

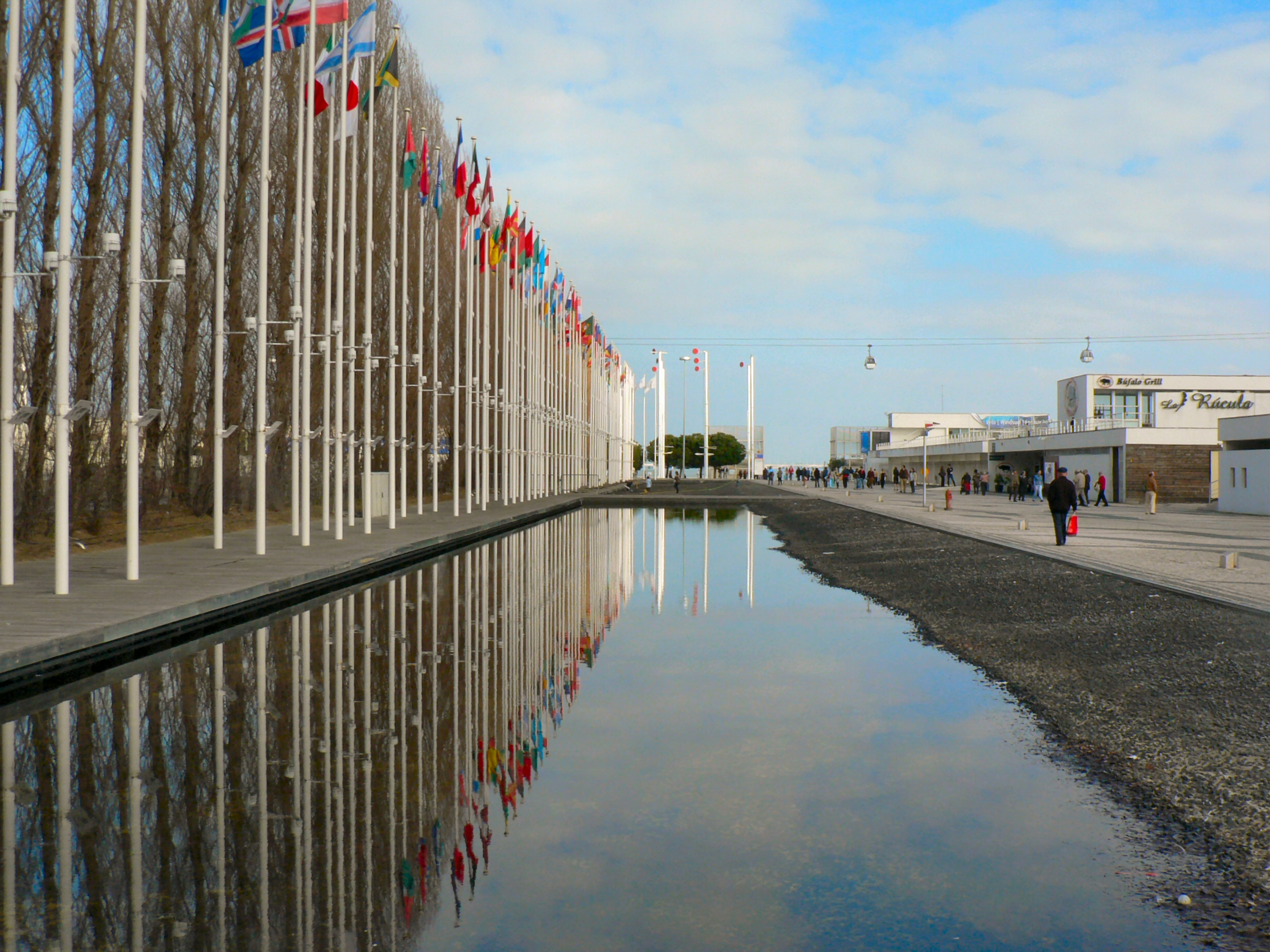
Fahnen der beteiligten Länder

#### Afrika
Ägypten, Algerien, Angola, Benin, Botswana, Demokratische Republik Kongo, Dschibuti, Elfenbeinküste, Eritrea, Guinea-Bissau, Kap Verde, Kenia, Komoren, Kongo, Lesotho, Madagaskar, Malawi, Mali, Marokko, Mauretanien, Mauritius, Mosambik, Namibia, Nigeria, Sambia, São Tomé und Príncipe, Senegal, Seychellen, Simbabwe, Südafrika, Sudan, Swasiland, Tansania, Tunesien, Uganda

#### Amerika
Antigua und Barbuda, Argentinien, Bahamas, Barbados, Belize, Bolivien, Brasilien, Chile, Dominikanische Republik, Ecuador, El Salvador, Granada, Guatemala, Guyana, Honduras, Jamaika, Kanada, Kolumbien, Kuba, Mexiko, Nicaragua, Panama, Paraguay, Peru, St. Kitts und Nevis, St. Vincent und die Grenadinen, St. Lucia, Suriname, Trinidad und Tobago, Uruguay, Venezuela, Vereinigte Staaten

#### Asien
Armenien, Bangladesch, China, Indien, Iran, Israel, Japan, Jemen, Jordanien, Kasachstan, Kuwait, Libanon, Mongolei, Nepal, Pakistan, Palästinensische Autonomiegebiete, Philippinen, Saudi-Arabien, Sri Lanka, Südkorea, Türkei, Vereinigte Arabische Emirate, Vietnam, Zypern

#### Europa
Albanien, Andorra, Belarus, Belgien, Bosnien und Herzegowina, Dänemark, Deutschland, Estland, Finnland, Frankreich, Griechenland, Island, Italien, Jugoslawien, Kirgisistan, Kroatien, Lettland, Litauen, Luxemburg, Malta, Mazedonien, Monaco, Niederlande, Norwegen, Österreich, Polen, Portugal, Rumänien, Russland, San Marino, Schweden, Schweiz, Slowakei, Slowenien, Spanien, Ukraine, Ungarn, Vatikan, Vereinigtes Königreich

#### Ozeanien
Cookinseln, Kiribati, Mikronesien, Papua-Neuguinea, Samoainseln, Tonga, Tuvalu

## Nachnutzung

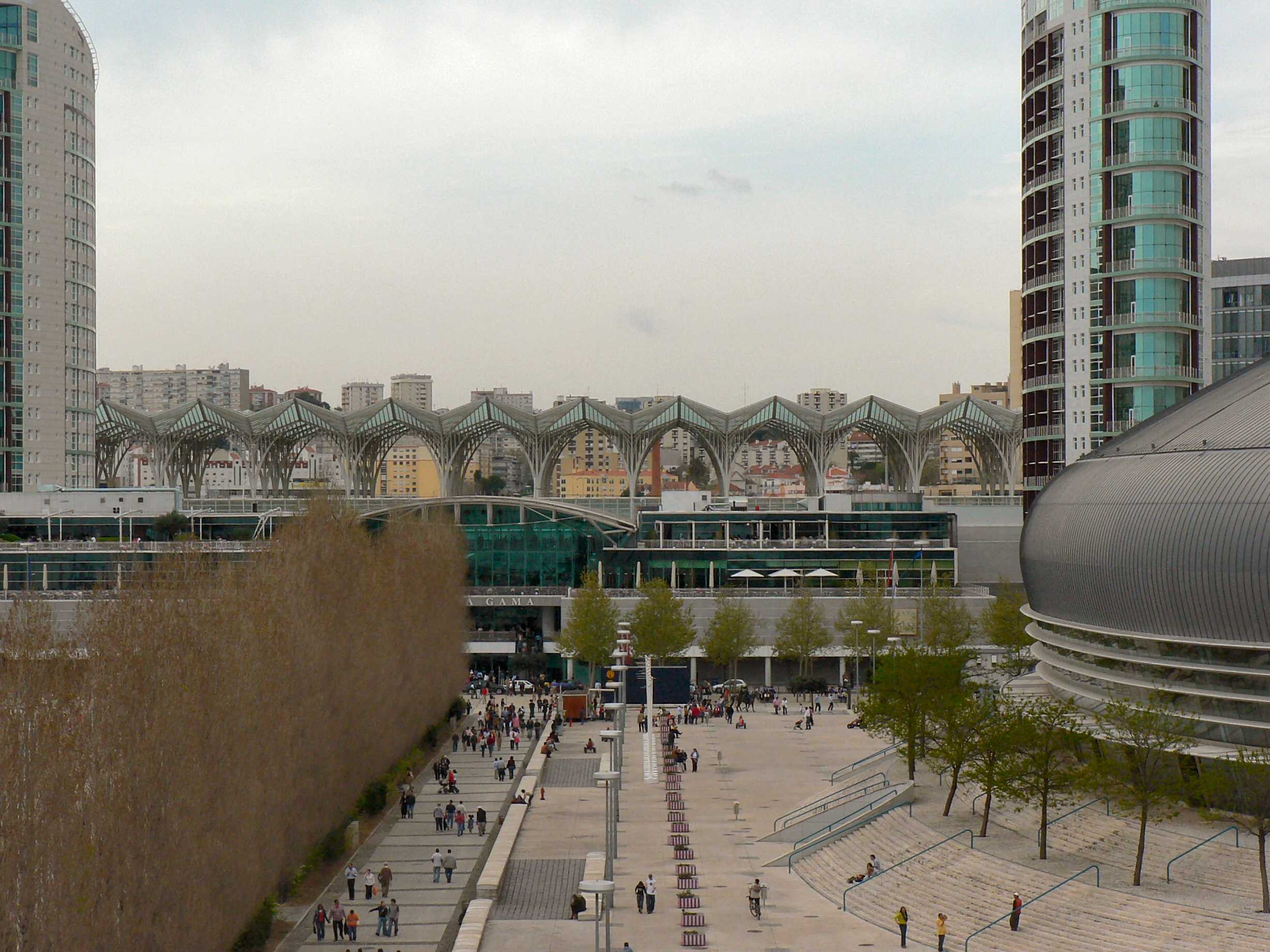
Blick auf den Bahnhof Oriente sowie das Einkaufszentrum Vasco da Gama

Nach dem offiziellen Ende der Weltausstellung am 30. September 1998 schloss das gesamte Gelände für 15 Tage. Danach eröffnete es unter dem neuen Namen Parque das Nações. Das Ozeanarium, der Zukunfts- sowie der Wissenspavillon blieben bis zum Ende des Jahres weiterhin geöffnet. 
In den folgenden Monaten fanden sich weitere Umnutzungen für die Themenpavillons und andere Veränderungen auf dem Ausstellungsgelände.
Der Haupteingang der Weltausstellung, der sich direkt vor dem Gare do Oriente befindet, wurde zum Einkaufszentrum Vasco da Gama (Centro Comercial Vasco da Gama), betrieben von Sonae, umgewandelt. Der internationale Nordteil der Weltausstellung wurde zum neuen Standort der Lissabonner Messe (Feira Internacional de Lisboa). Der Utopie-Pavillon erhielt den neuen Namen Pavilhão Atlântico und fungiert bis heute als Veranstaltungsort. 2007 fand in diesem Gebäude die Konferenz von Lissabon statt. Durch den Einbau eines temporären Konferenzzentrums wurde das Gebäude vorübergehend umgenutzt.
Der Wissenspavillon beherbergt ein Wissenschaftsmuseum, im Zukunftspavillon residiert das Lissabonner Casino. Der Ozean-Pavillon wurde in das große Ozeanarium umgewandelt. Lediglich der Pavillon der virtuellen Realität wurde abgerissen, der Vasco-da-Gama-Turm wurde zunächst ein paar mal zwischengenutzt und dann 2012 zusammen mit einem neuen Anbau zu einem Luxus-Hotel umfunktioniert. 
Die restlichen Ausstellungsflächen konnten verkauft werden, sowohl als Büro- wie auch als Wohnflächen. Unter anderem haben heute verschiedene internationale Firmen ihre Vertretung (Vodafone, Sonae, Sony, die Europäische Agentur für die Sicherheit des Seeverkehrs). Heute wohnen etwa 28.000 Menschen in dem Gebiet.